# Stadhuis van Helsinki
Het stadhuis van Helsinki (Fins: Helsingin kaupungintalo, Zweeds: Helsingfors Stadshus) is een gebouw aan de markt van de Finse hoofdstad Helsinki. Het gebouw werd in 1833 gebouwd door stadsarchitect Carl Ludvig Engel als een hotel genaamd Seurahuone. In 1901 kocht de stad het gebouw en toen het hotel in 1913 het gebouw verliet werd het gerenoveerd en in gebruik genomen als stadhuis. Van 1965 tot 1970 werd er een grote verbouwing gedaan door de Finse architect Aarno Ruusuvuori.